# Norman Von Nida
Norman Von Nida (Strathfield (bij Sydney), 14 februari 1914 - Gold Coast, 20 mei 2007) was een golfprofessional uit Australië. Hij wordt wel de Vader van Australisch Golf genoemd.
Von Nida was in de buurt van Sydney geboren maar groeide op in Queensland. Hij was nog geen 170 cm lang maar hij was sterk, vooral in zijn armen en handen. Volgens hem kwam dat omdat hij in zijn jonge jaren op een abattoir had gewerkt waar schapen geslacht werden. Hij stond bekend vanwege zijn onbeheerste temperament op de golfbaan maar ook daarbuiten. Het verhaal gaat dat hij op de vuist ging met zijn medespeler en dat de politie hen uit elkaar moest trekken. Volgens Von Nida had de andere speler, Henry Ransom, een verkeerde score opgeschreven.
Op 19-jarige leeftijd won Von Nida het Queensland Amateur Kampioenschap. Hij werd in 1933 professional en won na de Tweede Wereldoorlog regelmatig toernooien in Europa.
Tijdens de Tweede Wereldoorlog zat Von Nida in het leger en raakte hij geen golfbal aan. In 1946 maakte hij zijn eerste reis naar Engeland. Hij had geen geld, en moest leven van het prijzengeld. In zijn eerste jaar won hij zeven toernooien, hetgeen nog steeds een record is. In 1947 eindigde hij op de 2e plaats van de Britse Order of Merit. Die winter speelde hij weer in Australië waar hij zeven toernooien won. In 1948 won hij ook acht toernooien. Zijn laatste overwinning was in 1965. Tegen die tijd had hij last van zijn rug en slechte ogen.
Von Nida werd coach. Een van zijn leerlingen was David Graham, aan wie hij in 1981 een les gaf net voordat Graham het US Open won. Hij gaf later nog les hoewel hij inmiddels officieel blind was. Hij hoorde waar de bal heen ging, en hoe hij geslagen was. Zo verbeterde hij Nick Faldo's swing, nadat hij Faldo wat ballen had horen slaan.
Hij werd 93 jaar. De Australische Challenge Tour werd naar hem vernoemd: de Von Nida Tour.

## Gewonnen
Er wordt geschreven dat Norman Von Vida wel 80 toernooien als professional heeft gewonnen. Geen daarvan was in de Verenigde Staten, de meeste waren in Australië en hij won waarschijnlijk 17 toernooien op de Britse Tour tussen 1940 en 1955. Hij won drie keer het Australisch Open, vier keer het Australisch PGA Kampioenschap en zeven keer het Queensland Open. Hij won onder meer:
Australië
- 1935: Queensland Open
- 1936: Queensland Open, New South Wales PGA
- 1937: Queensland Open
- 1939: New South Wales Open
- 1940: Queensland Open
- 1946: Australian PGA Championship, New South Wales Open, New South Wales PGA,
- 1947: New South Wales Open
- 1948:  Spalding Tournament, Lotus Tournament, Daily Mail Tournament, Australian PGA Championship, New South Wales Open, New South Wales PGA
- 1949: Queensland Open, McWilliams Wines Tournament, Adelaide Advertiser
- 1950: Australian Open, Australian PGA Championship
- 1951: Australian PGA Championship, New South Wales PGA, McWilliams Wines Tournament
- 1952: Australian Open, McWillians Wines Tournament, Ampol Tournament
- 1953: Australian Open, Queensland Open, New South Wales Open
- 1954: New South Wales Open
- 1961: Queensland Open
- 1965: North Coast Open

Engeland
- 1946: News Chronicle Tournament
- 1947: Dunlop Southport Tournament, Star Tournament, North British Harrogate Tournament, Lotus Tournament (Britain), Penfold Tournament (Britain, tie met Dai Rees en Reg Whitcombe), Yorkshire Evening News Tournament
- 1948:  British Masters,

Elders
- 1938: Philippine Open
- 1939: Philippine Open

## Familie
Normans eerste echtgenote was Norma. Zij hadden een dochter Joan en een zoon Dennis. Uit zijn tweede huwelijk had Von Nida twee kinderen, Keiri en  Wayne.